# Husův sbor (České Budějovice)
Husův sbor církve československé husitské se nachází v Českých Budějovicích na Palackého náměstí. Budova sboru byla postavena v roce 1924 podle projektu Tomáše Šaška.

## Historie
Církev československá husitská hledala po svém vzniku v roce 1920 prostory pro své kostely. Pokusy o převzetí jednoho z existujících českobudějovických kostelů selhaly a církev se tedy rozhodla postavit kostel zcela nový. Architektonické soutěže se zúčastnilo mnoho zájemců, mezi nimi například Vlastislav Chroust, Josef Hrabal nebo také v Českých Budějovicích úspěšný Karel Chochola. Vítězem se nakonec stal Tomáš Šašek, který nedávno předtím navrhl podobu Husova sboru v Hořelicích poblíž Prahy. Stavbu realizovala českobudějovická stavební firma Augustina Teverného od března do září roku 1924. Vnitřní výzdoba byla svěřena Františku Bílkovi, který je autorem kamenných soch Mistra Jana Husa a Petra Chelčického, kazatelny, oltářní menzy a také reliéfu Ukřižování. Mladší součástí výzdoby je pak reliéf Husova kázání na Kozím hrádku, který vytvořil Jan Vítězslav Dušek v roce 1957.

## Kolumbárium
Součástí budovy sboru jsou i společenské prostory a kolumbárium umístěné za oltářem. Bylo otevřeno v listopadu roku 1947 a obsahuje přibližně 750 uren. Mezi významnější pohřbené patří:
- Antonín Urban, biskup
- Jan Rafael Schuster, malíř a pedagog
- Alois Sarauer starší, pedagog a hasič
- Alois Sarauer mladší, hudební skladatel
- František Svačina, spoluzakladatel církve československé

## Fotogalerie

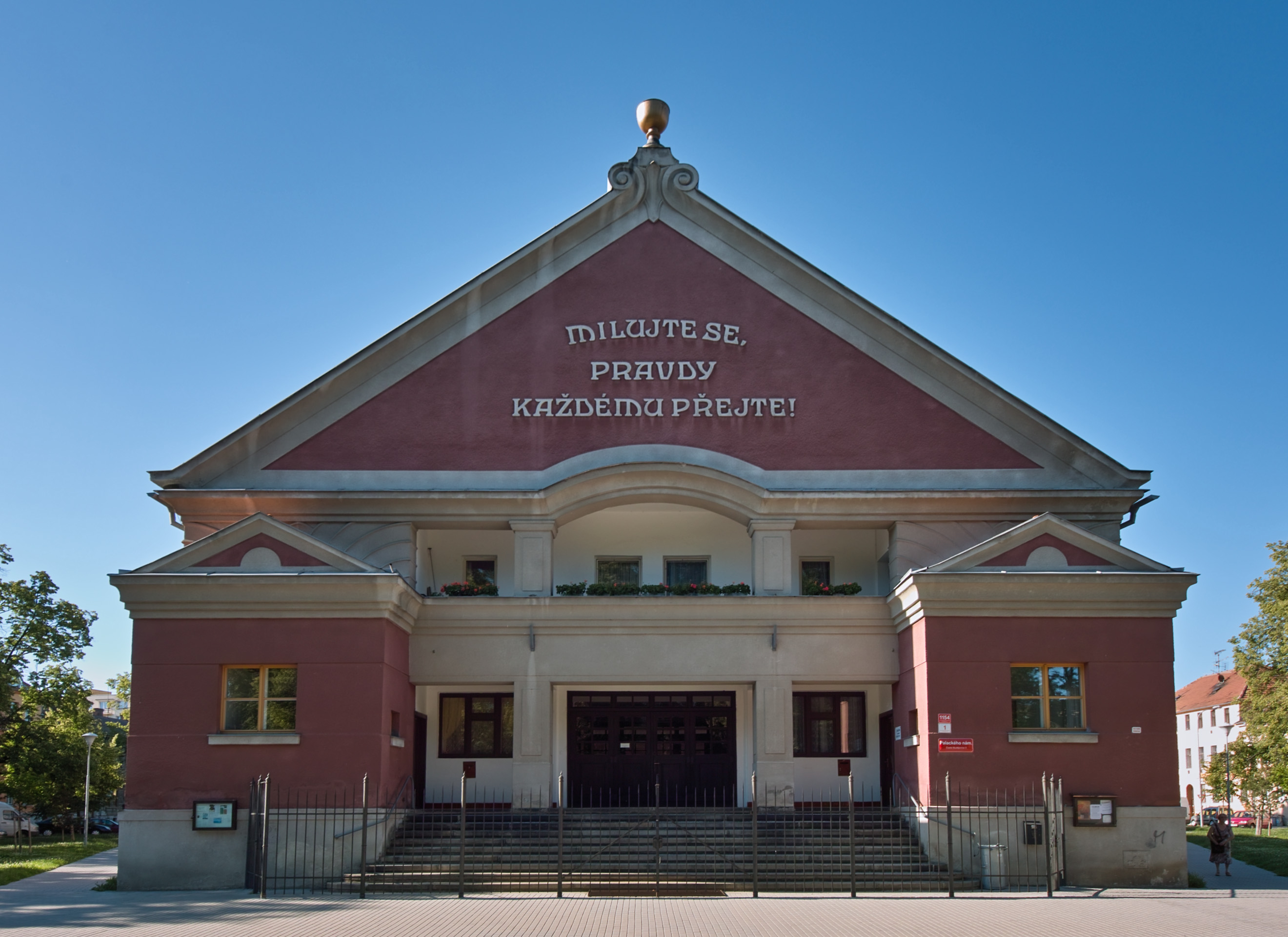
Vstupní portál
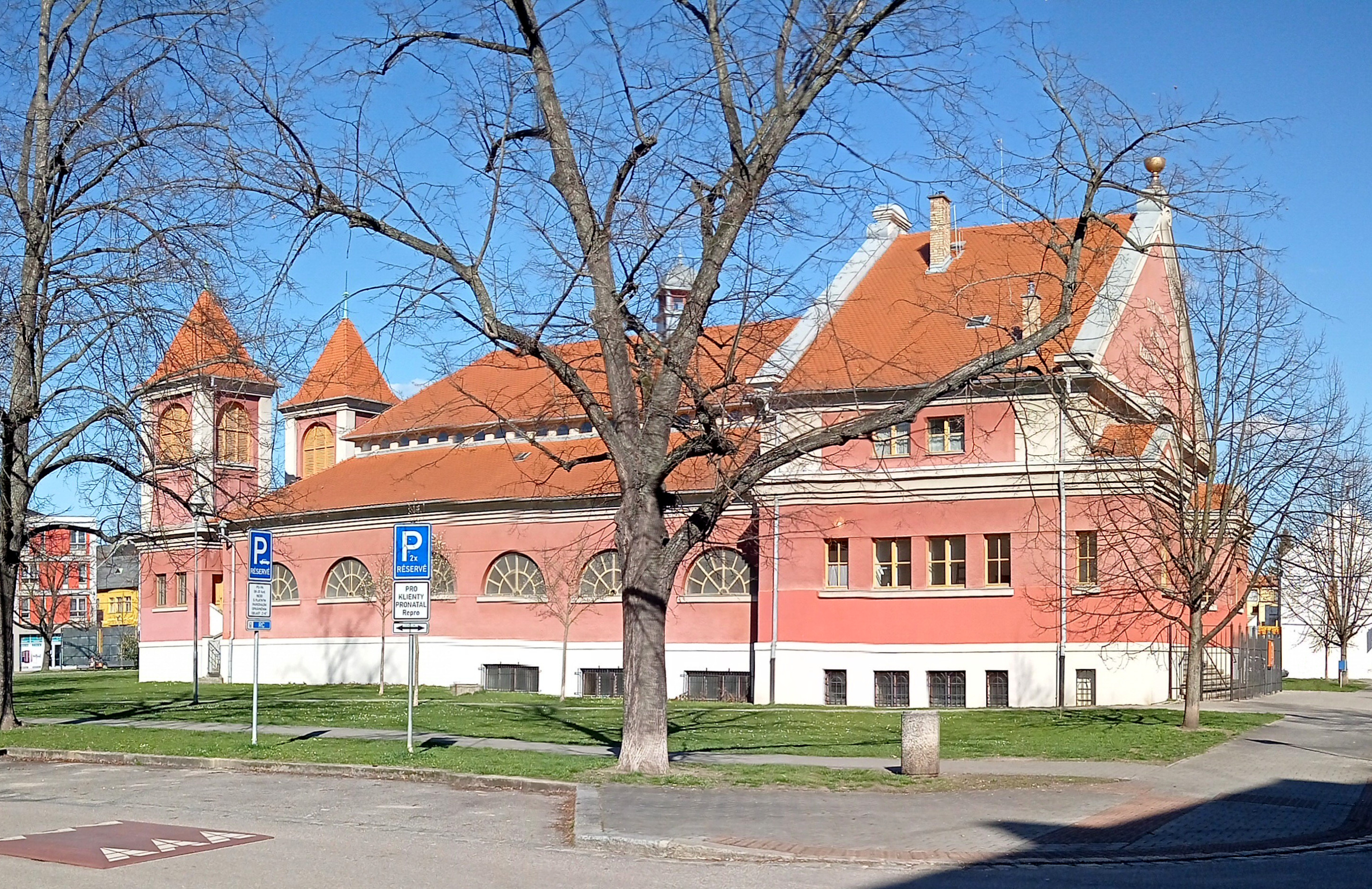
Z Otakarovy ulice
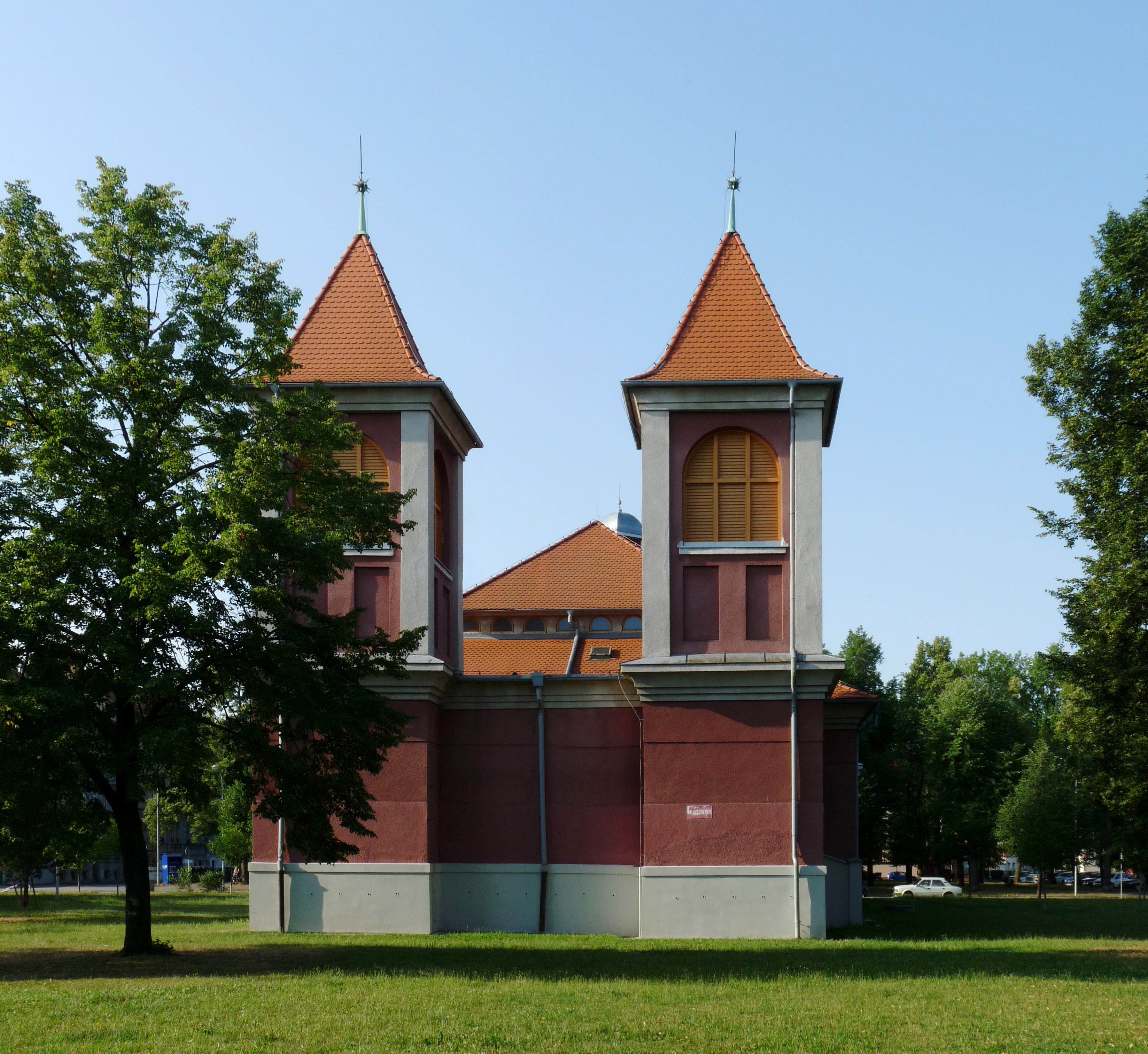
Z Pekárenské ulice